# Бистрецька сільська рада
| Бистрецька сільська рада — орган місцевого самоврядування у Верховинському районі Івано-Франківської області з адміністративним центром у с. Бистрець. Історична дата утворення: в 1893 році. Водоймища на території, підпорядкованій даній раді: річка Бистрець. Сільській раді підпорядковані населені пункти: - с. Бистрець - с. Дземброня |

## Склад ради
Рада складається з 15 депутатів та голови.

### Керівний склад ради
| ПІБ                       | Основні відомості                                                             | Дата обрання | Дата звільнення |
| ------------------------- | ----------------------------------------------------------------------------- | ------------ | --------------- |
| Хімчак Микола Миколайович | Сільський голова, 1963 року народження, освіта, безпартійний                  | 26.03.2006   | 31.10.2010      |
| Хімчак Микола Миколайович | Сільський голова, 1963 року народження, освіта середня загальна, безпартійний | 31.10.2010   |                 |

Примітка: таблиця складена за даними джерела

## Населення
Згідно з переписом УРСР 1989 року чисельність наявного населення сільської ради становила 632 особи, з яких 301 чоловік та 331 жінка.
За переписом населення України 2001 року в сільській раді мешкали 602 особи.

### Мова
Розподіл населення за рідною мовою за даними перепису 2001 року:
| Мова       | Відсоток |
| ---------- | -------- |
| українська | 99,84 %  |
| молдовська | 0,16 %   |